# Abbazia di Seeon
L'abbazia di Seeon è un monastero benedettino nel territorio di Seeon-Seebruck nel distretto rurale di Traunstein, in Baviera, Germania.

## Storia
Venne fondato nel 994 dal conte palatino Aribo I di Baviera ed abitato da monaci benedettini provenienti dal monastero di Sankt Emmeram, presso Ratisbona. Esso è situato su un isolotto nel lago nei pressi di Seeon. Subito dopo la sua fondazione, il monastero divenne ben presto un rinomato scriptorium e produsse manoscritti non soltanto per il monastero ma anche per altre abbazie e chiese del circondario. Il loro committente più importante fu l'imperatore Enrico II il Santo, il quale commissionò diversi volumi in onore del Principe-vescovo di Bamberga.
Verso la fine dell'XI secolo la chiesa a pilastri del monastero venne ristrutturata secondo lo stile romanico ma la nuova costruzione durò circa cento anni, e venne nuovamente ristrutturata a partire dal 1180 dall'attuale costruzione con l'aggiunta di un'abside ad est. Tra il 1428 ed il 1433 vennero eseguite ulteriori modifiche in stile tardo gotico dall'architetto Konrad Pürkhel di Burghausen. Nel 1579 la chiesa venne decorata da alcuni affreschi rinascimentali raffiguranti tra le scene di vita di Cristo e della Vergine Maria, i patroni San Benedetto e San Lamberto oltre che dei fondatori del monastero.

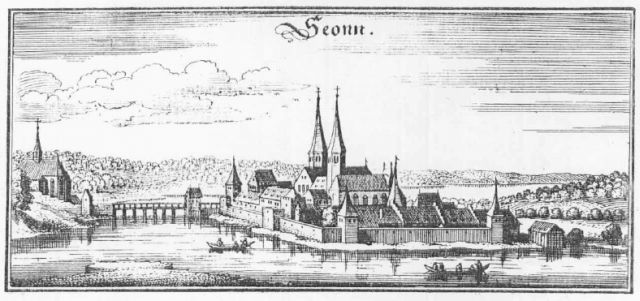
Disegno della abbazia di Seeon dalla Topographia Germaniae di Matthäus Merian risalente al 1644.

Di notevole valore artistico è la tomba in marmo rosso dell'abate Honorat Kolb, e la Madonna col bambino creata nel 1433 da un anonimo noto con il nome di Maestro di Seeon. Quella che si può vedere nel monastero è soltanto una copia posta a partire dal 1947, mentre l'originale si trova presso il Museo Nazionale Bavarese di Monaco a partire dal 1855.
Fino al cosiddetto periodo della secolarizzazione della Baviera nel 1803, l'abbazia fu un importante centro culturale, e vi vide attivi artisti come Haydn e Mozart che fu ospite del monastero nel 1767 e ancora nel 1769.
Dopo il 1803 l'abbazia venne chiusa e l'edificio venne convertito in una fortezza e utilizzato in varie destinazioni quali infermeria e caserma. Tra il 1852 ed il 1934 il castello venne utilizzato come residenza dalla nobile famiglia dei Duchi di Leuchtenberg. Nel 1989 l'edificio venne acquisito dal governo della regione amministrativa dell'Alta Baviera, e dopo un lungo periodo di restauro venne inaugurato nel 1993 come centro culturale ed educativo ed utilizzato per concerti, esibizioni di pittura e scultura ed altre manifestazioni culturali e artistiche.